# 윤제균
윤제균(1969년 5월 14일 ~ )은 대한민국의 영화 감독이자 각본가, 영화 제작자이다. 1969년 부산 출생으로 96년 고려대학교 경제학과를 졸업했다. 97년 세계 인터넷 광고공모전 최고상을 수상, 광고대행사 LG애드 등에서 일하다가, 태창흥업 주최 시나리오 공모전 대상(신혼여행)을 수상하면서 영화계에 데뷔했다. 2001년 《두사부일체》로 감독에 데뷔했다. 이후 《두사부일체》, 《색즉시공》, 《1번가의 기적》, 《낭만자객》, 《해운대》《국제시장》, 《영웅》등 많은 영상을 만들었다. 또한 많은 작품의 각본을 썼으며, 영화사 JK필름(구 두사부필름)의 대표이다. 특히
2009년 영화 《해운대》를 통해 대한민국 영화 역사상 5번째로 천만관객을 돌파한 영화감독이 되었으며, 2011년 5월 기준, 《해운대》는 역대 한국영화 흥행순위 4위에 올라있다.
2014년 12월 17일에 개봉한 국제시장은 개봉 12일째 400만을 돌파하고, 개봉 17일만에 600만, 개봉 25일만에 900만명을 넘겼다가,
2015년 1월 13일에 천만을 돌파해 해운대에 이어 윤제균 감독이 제작한 두번째 천만영화가 되었다. 그리고 2015년 2월 7일에 국제시장은 1300만을 돌파해 2013년때 역대 한국영화 흥행 1위였던 도둑들의 기록을 넘기고, 2015년 2월 20일에는 2010년 당시 역대 영화 흥행 1위였던 아바타를 넘겼다.
2015년 2월 24일 1426만 돌파를 했다..국제시장은 역대 한국영화 흥행순위 2위에 올라있다

## 학력
- 사직고등학교
- 고려대학교 경제학과 학사

## 필모그래피

### 영화
| 연도 | 제목                         | 역할 | 역할 | 역할 | 비고        |
| 연도 | 제목                         | 감독 | 각본 | 제작 | 비고        |
| ---- | ---------------------------- | ---- | ---- | ---- | ----------- |
| 2001 | 두사부일체                   | 예   | 예   |      | 연출 데뷔작 |
| 2002 | 도둑맞곤 못살아              |      | 예   |      | 우정출연    |
| 2002 | 색즉시공                     | 예   | 예   |      |             |
| 2003 | 첫사랑 사수 궐기대회         |      | 예   |      |             |
| 2003 | 낭만자객                     | 예   | 예   | 예   |             |
| 2005 | 간 큰 가족                   |      |      | 예   |             |
| 2005 | 내 생애 가장 아름다운 일주일 |      |      | 예   |             |
| 2007 | 1번가의 기적                 | 예   |      | 예   |             |
| 2007 | 색즉시공 시즌 2              |      | 예   | 예   | 우정출연    |
| 2009 | 해운대                       | 예   | 예   | 예   |             |
| 2009 | 시크릿                       |      |      | 예   |             |
| 2009 | 하모니                       |      | 예   | 예   |             |
| 2010 | 내 깡패 같은 애인            |      |      | 예   |             |
| 2009 | 퀵                           |      |      | 예   |             |
| 2009 | 7광구                        |      |      | 예   |             |
| 2012 | 댄싱퀸                       |      |      | 예   |             |
| 2013 | 스파이                       |      | 예   | 예   |             |
| 2014 | 국제시장                     | 예   | 예   | 예   |             |
| 2015 | 히말라야                     |      | 예   | 예   |             |
| 2016 | 공조                         |      |      | 예   |             |
| 2017 | 그것만이 내 세상             |      |      | 예   |             |
| 2018 | 협상                         |      |      | 예   |             |
| 2020 | 영웅                         | 예   |      |      |             |
| 미정 | 귀환                         | 예   |      |      | 제작 연기   |

## 수상
- 2009년 제18회 부일영화상 각본상  《해운대》
- 2009년 제18회 부일영화상 최우수 감독상 《해운대》
- 2009년 제46회 대종상 기획상  《해운대》
- 2009년 제12회 디렉터스 컷 시상식 올해의 제작자상 《해운대》
- 2009년 제30회 청룡영화상 한국영화 최다관객상 《해운대》
- 2010년 제7회 맥스무비 최고의 영화상 최고의 감독상 《해운대》
- 2010년 제46회 백상예술대상 영화부문 대상 《해운대》
- 2015년 제20회 춘사영화상 관객선정 최고영화상 《국제시장》
- 2015년 제17회 우디네극동영화제 관객상《국제시장》
- 2015년 제17회 우디네극동영화제 대상 《국제시장》
- 2015년 제24회 부일영화상 부일독자심사단상 《국제시장》
- 2015년 제52회 대종상 감독상 《국제시장》
- 2015년 제52회 대종상 기획상 《국제시장》
- 2015년 제52회 대종상 최우수작품상 《국제시장》
- 2015년 제35회 황금촬영상 감독상 《국제시장》
- 2015년 제35회 황금촬영상 작품상 《국제시장》
- 2015년 제36회 청룡영화상 한국영화 최다관객상 《국제시장》

## 같이 보기
- 한국 영화